# Namyang
Namyang är en stad i Norra Hamgyong, Nordkorea. Genom staden flyter Tumenfloden som flyter på gränsen mellan Kina och Nordkorea. I staden beräknas det att det bor 66 000 invånare. Ett tåg förbinder staden med den kinesiska staden Tumen, på andra sidan floden.